# (Everything I Do) I Do It for You
"(Everything I Do) I Do it for You" és una cançó del cantautor canadenc Bryan Adams. Escrita per Adams, Michael Kamen i Robert John "Mutt" Lange, va aparèixer en dos àlbums simultàniament al seu llançament: l'àlbum de banda sonora del film de 1991 Robin Hood: Príncep dels lladres i el sisè disc d'Adams, Waking Up the Neighbors (1991).
La cançó va ser un enorme èxit a les llistes a nivell internacional i va assolir la posició número u de les llistes de música d'almenys setze països. Va tenir un èxit particularment al Regne Unit, on va passar setze setmanes consecutives en el número u de la llista de singles del Regne Unit (el rècord de durada del seu tipus en la història de la llista britànica). Va arribar a vendre més de 15 milions de còpies a tot el món, convertint-la en la cançó més reeixida d'Adams i en una de les cançons més venudes de tots els temps. El senzill va vendre més de 4 milions d'unitats als Estats Units, la quarta cançó més venuda de l'època Soundscan que va començar el 1991. La cançó ha estat versionada per centenars de cantants i artistes de tot el món.

## Antecedents
Els músics de la gravació original són Adams a la veu principal i guitarra rítmica, Bill Payne al piano, Mickey Curry a la bateria, Larry Klein al baix, Keith Scott a la guitarra principal i vocal i Mutt Lange als sintetitzadors. Basat en la música orquestral de Kamen, la cançó es va escriure a Londres, Regne Unit a l'estudi Adams que treballava el 1990, i ell i Lange la van escriure en 45 minuts, enregistrant-la el març següent i llançant-la tres mesos després. La cançó és interpretada amb la tecla de Re bemoll major.

## Vídeo musical
El vídeo musical oficial de la cançó va ser dirigit per Julien Temple. També es va encarregar un vídeo per a una versió en directe de la cançó, dirigida per Andy Morahan. Es mostra a Adams i a la seva banda interpretant la cançó en un bosc frondós amb un molí de seda al fons, i Adams en solitari en una platja rocosa, intercalant escenes de Robin Hood: Princep dels lladres.

## Gràfics
Al Regne Unit, "(Everything I Do) I Do It for You" té la carrera ininterrompuda més llarga al número u, passant setze setmanes consecutives a dalt del UK Singles Chart de juliol a octubre de 1991.
La balada també va passar set setmanes al número u del Billboard Hot 100 dels Estats Units i nou setmanes al capdavant de la llista del Canadà natal d'Adams. Billboard la va classificar com la cançó número 1 de 1991.
Adams, Kamen i Lange van guanyar el premi Grammy a la millor cançó escrita específicament per a una pel·lícula cinematogràfica o televisió, i van ser nominats al premi Grammy a la gravació de l'any de 1992. També va ser nominat a un Oscar a la millor cançó, però va perdre en front a "Beauty and the Beast" de "La bella i la bèstia".

### Classificacions setmanals
| Classificació (1991-1993)         | Posició màxima |
| --------------------------------- | -------------- |
| Alemanya                          | 1              |
| Australia                         | 1              |
| Austria                           | 1              |
| Bèlgica (Flandes)                 | 1              |
| Canadà                            | 1              |
| Dinamarca (IFPI)                  | 1              |
| Espanya                           | 1              |
| Europa                            | 1              |
| Finlàndia                         | 1              |
| França                            | 1              |
| Holanda                           | 1              |
| Irlanda                           | 1              |
| Itàlia                            | 2              |
| Japó                              | 2              |
| Noruega                           | 1              |
| Nova Zelanda                      | 1              |
| Polònia                           | 1              |
| Regne Unit                        | 1              |
| Estats Units Billboard Hot 100    | 1              |
| Estats Units (mainstream rock)    | 1              |
| Estats Units (adult contemporary) | 1              |
| Estats Units (radio)              | 1              |
| Suècia                            | 1              |
| Suïssa                            | 1              |

### Classificacions de final d'any
| Classificació (1991)                         | Posició |
| -------------------------------------------- | ------- |
| Australia (ARIA)                             | 1       |
| Austria (Ö3 Austria Top 40)                  | 2       |
| Belgium (Ultratop)                           | 1       |
| Canada Top Singles (RPM)                     | 1       |
| Canada Adult Contemporary (RPM)              | 1       |
| Germany (Official German Charts)             | 2       |
| Italy (Hit Parade Italia)                    | 9       |
| Netherlands (Dutch Top 40)                   | 1       |
| Netherlands (Single Top 100)                 | 1       |
| Nova Zelanda (Recorded Music NZ)             | 1       |
| Suïssa (Schweizer Hitparade)                 | 3       |
| Regne Unit Singles (Official Charts Company) | 1       |
| US Billboard Hot 100                         | 1       |

### Classificacions de final de dècada
| Llista (1990–1999)                   | Posició |
| ------------------------------------ | ------- |
| Àustria (Ö3 Austria Top 40)          | 7       |
| UK Singles (Official Charts Company) | 7       |
| US Billboard Hot 100                 | 5       |

### Classificació de tots els temps
| Classificació (1958–2018) | Posició |
| ------------------------- | ------- |
| US Billboard Hot 100      | 21      |

## Versió de Fatima Mansions
La banda irlandesa Fatima Mansions va llançar una versió altament alterada de la cançó com a part d'un àlbum d'homenatge de NME en ajuda de la beneficència, la Spastic Society. El senzill era una doble cara A amb la versió de "Suicide Is Painless" de Manic Street Preachers. El senzill va entrar al top ten del Regne Unit el 1992, i va arribar al número 12 a la República d'Irlanda.

## Versió de Brandy
La cantant nord-americana Brandy va enregistrar "(Everything I Do) I Do It for You" per a la versió estàndard del seu segon àlbum d'estudi Never Say Never (1998). El productor David Foster va reformular l'arranjament de la cançó original, amb Dean Parks tocant la guitarra acústica.
El 1999, la seva versió va ser llançada com a single final de l'àlbum en un doble cara-A amb "U Don't Know Me" pel mercat de la música oceànica, on va arribar als 30 primers llocs de la llista RIANZ de Nova Zelanda. Aquest mateix any, va interpretar la cançó en directe a VH1 Divas Live '99 al costat de Faith Hill.

### Llista de temes (Brandy)
- Single de CD australià[47]

1. "(Everything I Do) I Do It for You" - 4:10
2. "U Don't Know Me" - 4:29
3. "Have You Ever?" (Remix Skank Soul) - 5:40

### Crèdits i personal
Els crèdits provenen de les notes de línies de Never Say Never.
- Compositor - Bryan Adams, Michael Kamen, RJ Lange
- Producció - David Foster
- Guitarra acústica - Dean Parks
- Guitarra elèctrica - Michael Thompson
- Programació - Felipe Elgueta
- Barreja - Tom Bender
- Gravació - Al Schmitt

## Altres versions

### En anglès
- Dana Winner
- Joana Zimmer
- Engelbert Humperdinck
- Wood Robbin presentant Prinzezz
- Dominic Wohlgemuth
- Clay Aiken
- Roger Whittaker
- The Wombats
- Amel Bent, David Hallyday, Hélène Segara & Tina Arena

### Instrumentals
- Hank Marvin
- James Last & Richard Clayderman
- Hans Eiter

### Traduccions
Va ser traduïda al català per a la Marató de TV3 de 2011, adaptada per Jan Masdeu i interpretada per Lidia Guevara.
Altres versions traduïdes inclouen:
- Roland Kaiser (Wenn der Wind sich dreht) (en alemany)
- Saskia & Serge (Alles wat ik doe) (en neerlandès)
- Frank Galan & Sandra Kim (Alles wat ik doe) (en neerlandès)
- Semino Rossi (Todo lo que hago lo hago por ti) (en castellà)